# Black Market Music
Black Market Music é o terceiro álbum de estúdio da banda inglesa Placebo, lançado a 8 de Maio de 2000. Levou nove meses para preparar o disco, que é o mais longo de todos os álbuns, sendo dedicado a Scott Piering. Uma versão limitada foi lançada simultaneamente na Europa com uma lista de faixas idêntica.
| Críticas profissionais                                                      | Críticas profissionais |
| Avaliações da crítica                                                       | Avaliações da crítica  |
| Fonte                                                                       | Avaliação              |
| --------------------------------------------------------------------------- | ---------------------- |
| allmusic                                                                    | [ 1 ]                  |
| Pitchfork Media                                                             | (2.4/10)               |
| Rolling Stone                                                               | [ 3 ]                  |
| Esta tabela precisa de ser acompanhada por texto em prosa. Consulte o guia. |                        |

## Faixas
1. "Taste in Men" – 4:15
2. "Days Before You Came" – 2:33
3. "Special K" – 3:52
4. "Spite & Malice" – 3:37
5. "Passive Aggressive" – 5:24
6. "Black-Eyed" – 3:48
7. "Blue American" – 3:31
8. "Slave to the Wage" – 4:06
9. "Commercial for Levi" – 2:20
10. "Haemoglobin" – 3:46
11. "Narcoleptic" – 4:22
12. "Peeping Tom" – 14:10

- - Contém faixa escondida "Black Market Blood" em 10:14

### Versão Americana (Faixas Bónus)
- "Without You I'm Nothing" (com David Bowie)
- "I Feel You" (Cover de Depeche Mode) – 6:28